# Радошинка
Ра́дошинка — село в Україні, у Сошичненській громаді Камінь-Каширського району Волинської області. Населення становить 245 осіб.
Біля села розташований гідрологічний заказник Озеро Скомирське.

## Історія
У 1906 році село Сошичненської волості Ковельського повіту Волинської губернії. Відстань від повітового міста 31 верст, від волості 15. Дворів 48, мешканців 267.

## Населення
Згідно з переписом УРСР 1989 року чисельність наявного населення села становила 286 осіб, з яких 138 чоловіків та 148 жінок.
За переписом населення України 2001 року в селі мешкали 244 особи.

### Мова
Розподіл населення за рідною мовою за даними перепису 2001 року:
| Мова       | Відсоток |
| ---------- | -------- |
| українська | 99,18 %  |
| російська  | 0,41 %   |
| інші       | 0,41 %   |